# Nikołaj Tiszczenko
Nikołaj Iwanowicz Tiszczenko, ros. Николай Иванович Тищенко (ur. 10 grudnia 1926 w Lublino, Rosyjska FSRR, ZSRR, zm. 10 maja 1981 w Moskwie) – rosyjski piłkarz, grający na pozycji prawego obrońcy, reprezentant ZSRR, olimpijczyk, trener piłkarski.

## Kariera piłkarska

### Kariera klubowa
Wychowanek drużyny juniorskiej Technikum Kolejowego w Lublino. W 1951 rozpoczął karierę piłkarską w klubie Spartak Moskwa, w którym występował do zakończenia kariery piłkarskiej w 1958.

### Kariera reprezentacyjna
8 września 1954 zadebiutował w reprezentacji Związku Radzieckiego w spotkaniu towarzyskim ze Szwecją wygranym 7:0. Ponadto występował w olimpijskiej reprezentacji Związku Radzieckiego, w składzie której zdobył złoty medal na Olimpiadzie w Melbourne 1956.

## Kariera trenerska
Po zakończeniu kariery piłkarskiej rozpoczął pracę szkoleniową. Pracował w strukturze klubu Spartak Moskwa, przeważnie trenując dzieci w Szkole Piłkarskiej Spartaka. W 1965 pomagał trenować pierwszą drużynę.
Zmarł przedwcześnie 10 maja 1981 roku w Łobnie pod Moskwą podczas meczu piłkarskiego seniorów. Został pochowany na Cmentarzu Lublińskim.

## Sukcesy i odznaczenia

### Sukcesy klubowe
- mistrz ZSRR: 1952, 1953, 1956, 1958
- wicemistrz ZSRR: 1954, 1955
- brązowy medalista mistrzostw ZSRR: 1957
- finalista Pucharu ZSRR: 1957

### Sukcesy reprezentacyjne
- złoty medalista Igrzysk Olimpijskich: 1956

### Sukcesy indywidualne
- wybrany do listy 33 najlepszych piłkarzy ZSRR: Nr 1 (1956)

### Odznaczenia
- tytuł Mistrza Sportu ZSRR:
- tytuł Zasłużonego Mistrza Sportu ZSRR: 1957